# Risper Wanjiru Mwangi
Risper Wanjiru Mwangi (25 de noviembre de 1977) es una deportista keniana que compitió en taekwondo. Ganó una medalla de bronce en el Campeonato Africano de Taekwondo de 2003 en la categoría de +72 kg.

## Palmarés internacional
| Campeonato Africano | Campeonato Africano | Campeonato Africano | Campeonato Africano |
| Año                 | Lugar               | Medalla             | Categoría           |
| ------------------- | ------------------- | ------------------- | ------------------- |
| 2003                | Abuya (Nigeria)     | Medalla de bronce   | +72 kg              |